# .ni
.ni és el domini de primer nivell territorial (ccTLD) de Nicaragua

## Dominis de segon nivell
Els registres es fan al tercer nivell per sota de diferents noms de nivell dos. També hi ha un grapat de noms directament al segon nivell, inclòs el mateix registre, que es troba a nic.ni.
- .gob.ni: govern de Nicaragua
- .co.ni, .com.ni: entitats comercials
- .ac.ni, .edu.ni: institucions educatives
- .org.ni: organitzacions no governamentals
- .nom.ni: dominis personals de particulars
- .net.ni: xarxes
- .mil.ni: institucions militars

Per motius polítics i/o de màrqueting, de vegades també s'utilitza el .ni a webs d'Irlanda del Nord (Northern Ireland), en comptes del domini de primer nivell oficial, .uk (o el .ie de la República d'Irlanda). El subdomini .co.ni s'utilitza amb aquesta finalitat, amb el benentès que .co.ni és un subdomini del .ni de Nicaragua, i per tant, està subjecte a les condicions del registre .ni Arxivat 2005-09-24 a Wayback Machine.